# رومية (المتن)
رومية هي إحدى القرى اللبنانية من قرى قضاء المتن في محافظة جبل لبنان.

## أعلام
- نجيب دياب
- نور